# Jurong Bird Park Panorail

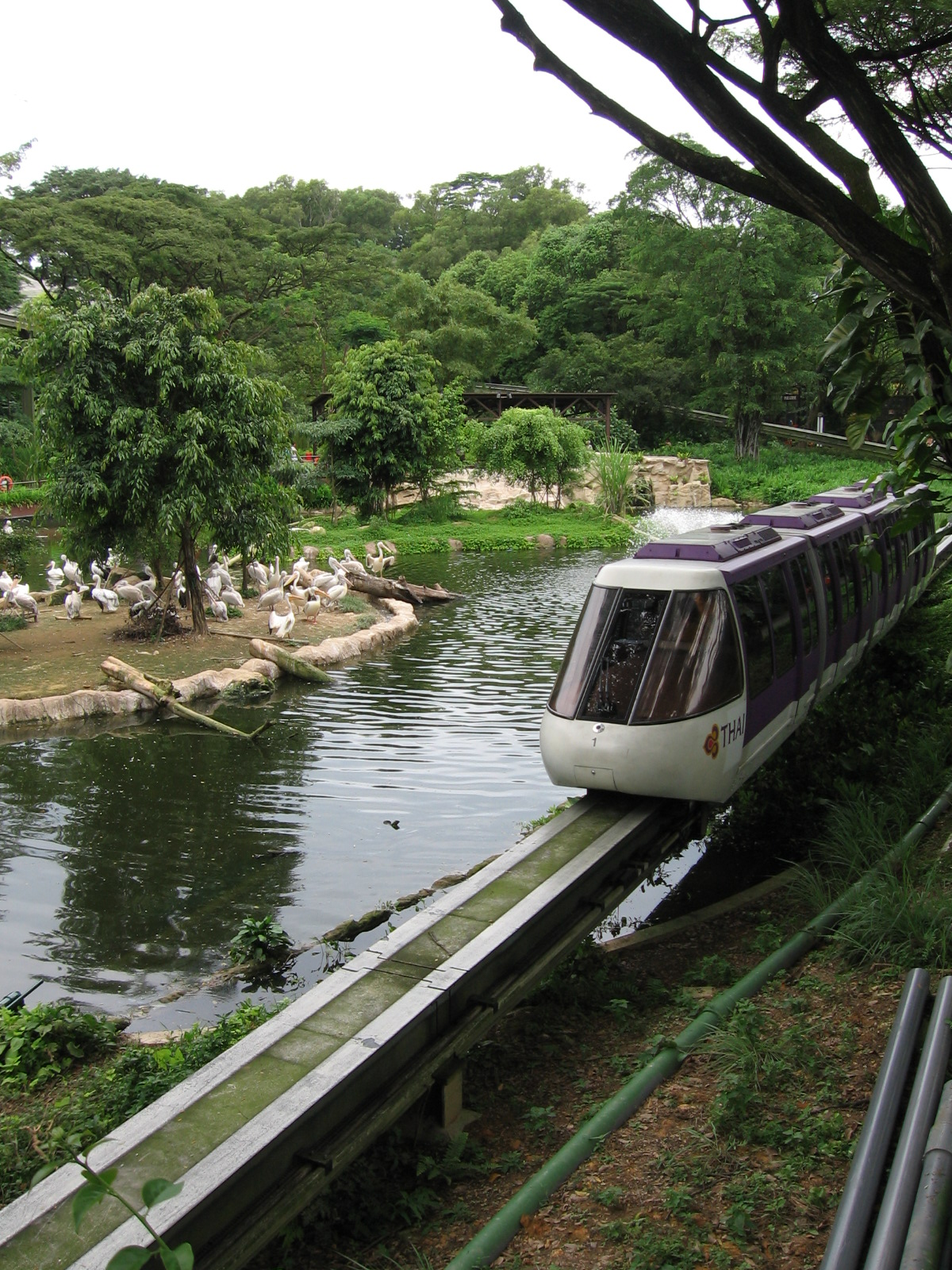
Pelican Cove, Jurong Bird Park, Oktober 2005

Die Jurong Bird Park Panorail war eine 1,7 Kilometer lange, inzwischen stillgelegte Einschienenbahn im Jurong Bird Park in Singapur.

## Geschichte
Die Einschienenbahn hatte vier klimatisierte Wagen, mit einem Fahrer im ersten Wagen und Sitzplätzen in allen Wagen aber ohne Stehplätze. Fahrscheine kosteten fünf Singapur-Dollar für Erwachsene und drei Singapur-Dollar für Kinder unter fünf Jahren. Das Ticket war nur für eine Runde gültig. Es gab behindertengerechte Aufzüge an allen Stationen, und die Sitze im letzten Wagen konnten hochgeklappt werden, um für Rollstühle Platz zu machen. Für eine volle Runde benötigte die Einschienenbahn zwölf Minuten.
Die Einschienenbahn wurde im April 1992 in Betrieb genommen und zwanzig Jahre später im April 2012 stillgelegt. Sie wurde durch eine auf luftbefüllten Gummireifen auf der Straße fahrenden Wegebahn ersetzt, baugleich zu der im Zoo von Singapur und der Night Safari. Die Kosten für die Fahrscheine blieben unverändert, aber inzwischen gilt das Ticket für drei Runden im Gegensatz zu einer Runde auf der Einschienenbahn.
Als die Höhepunkte des Parks gelten der Flamingo-Teich, die Pinguine, die Birds and Buddies Show sowie die Raubvogelschau. Fahrgäste kritisierten, dass die Panorail zu schnell fuhr, um die Vögel in den Volieren zu betrachten oder zu fotografieren.

## Stationen
Die Einschienenbahn hatte drei Stationen:
- Main Station, am Eingang in der Nähe des Amphitheaters
- Lory Station, bei Lory Loft
- Waterfall Station, bei der Wasserfallvoliere und den Jurong Falls

## Galerie

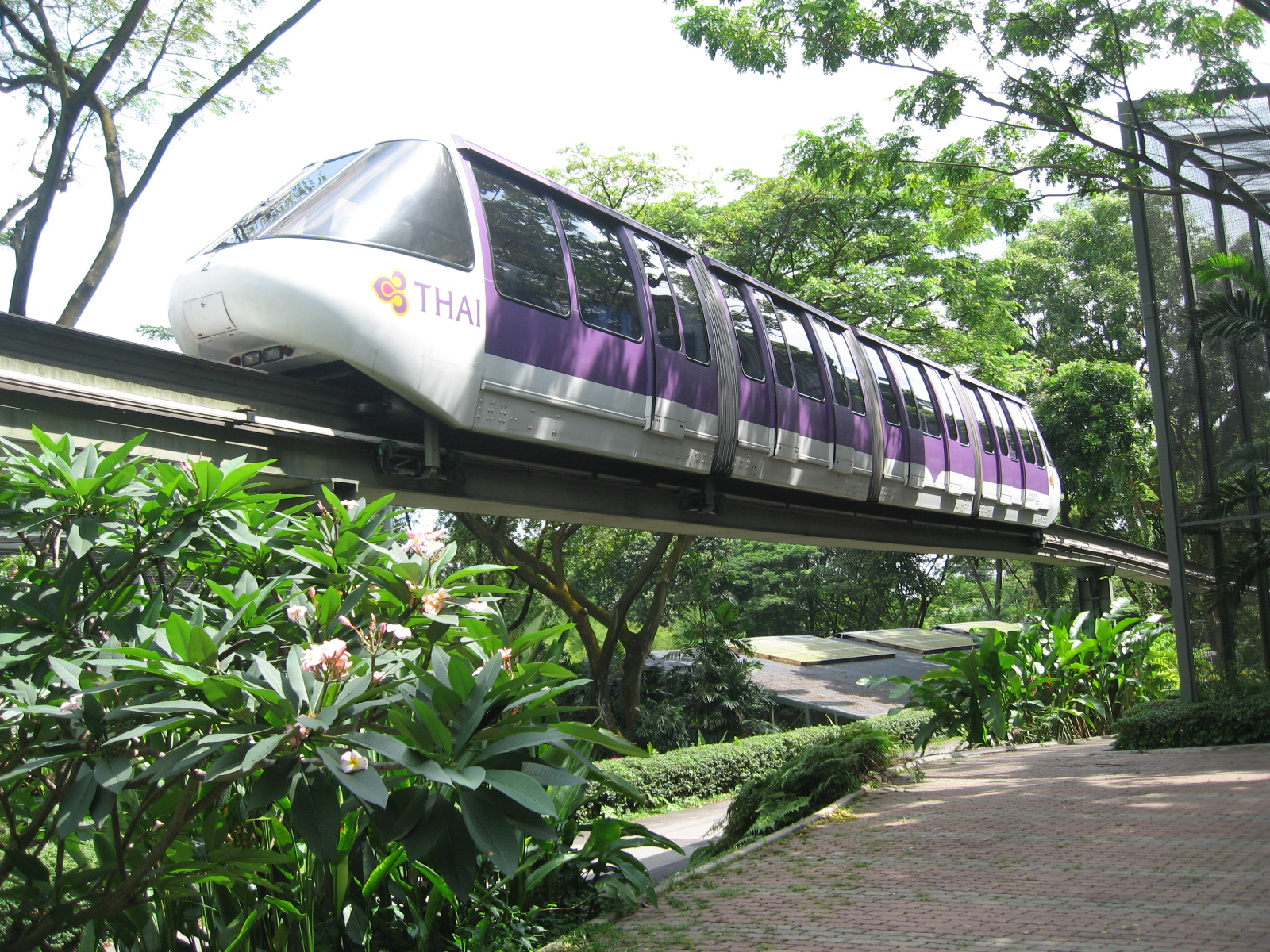
Einschienenbahn mit Ganzreklame für Thai Airways International
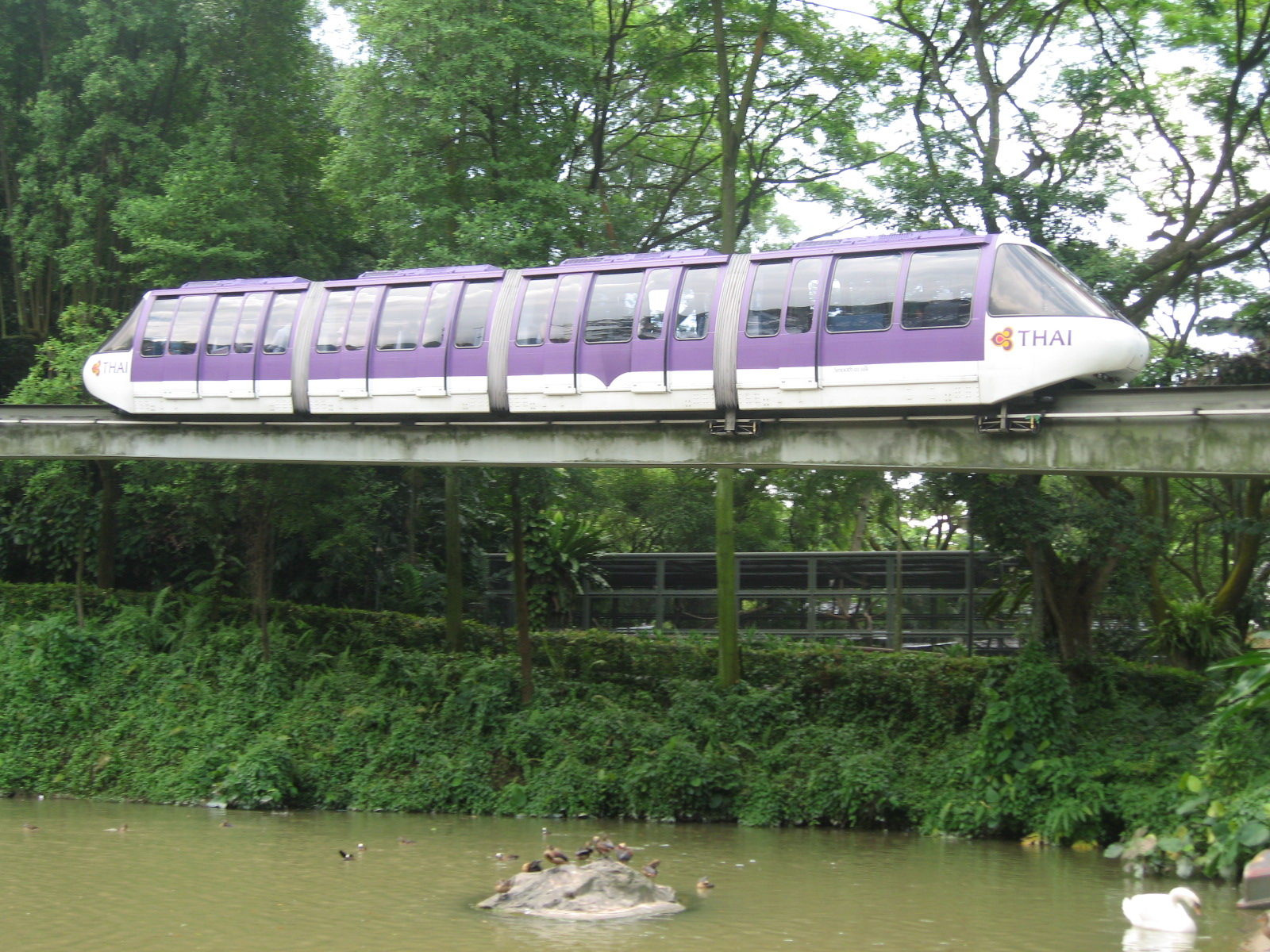
Einschienbahn über einem See
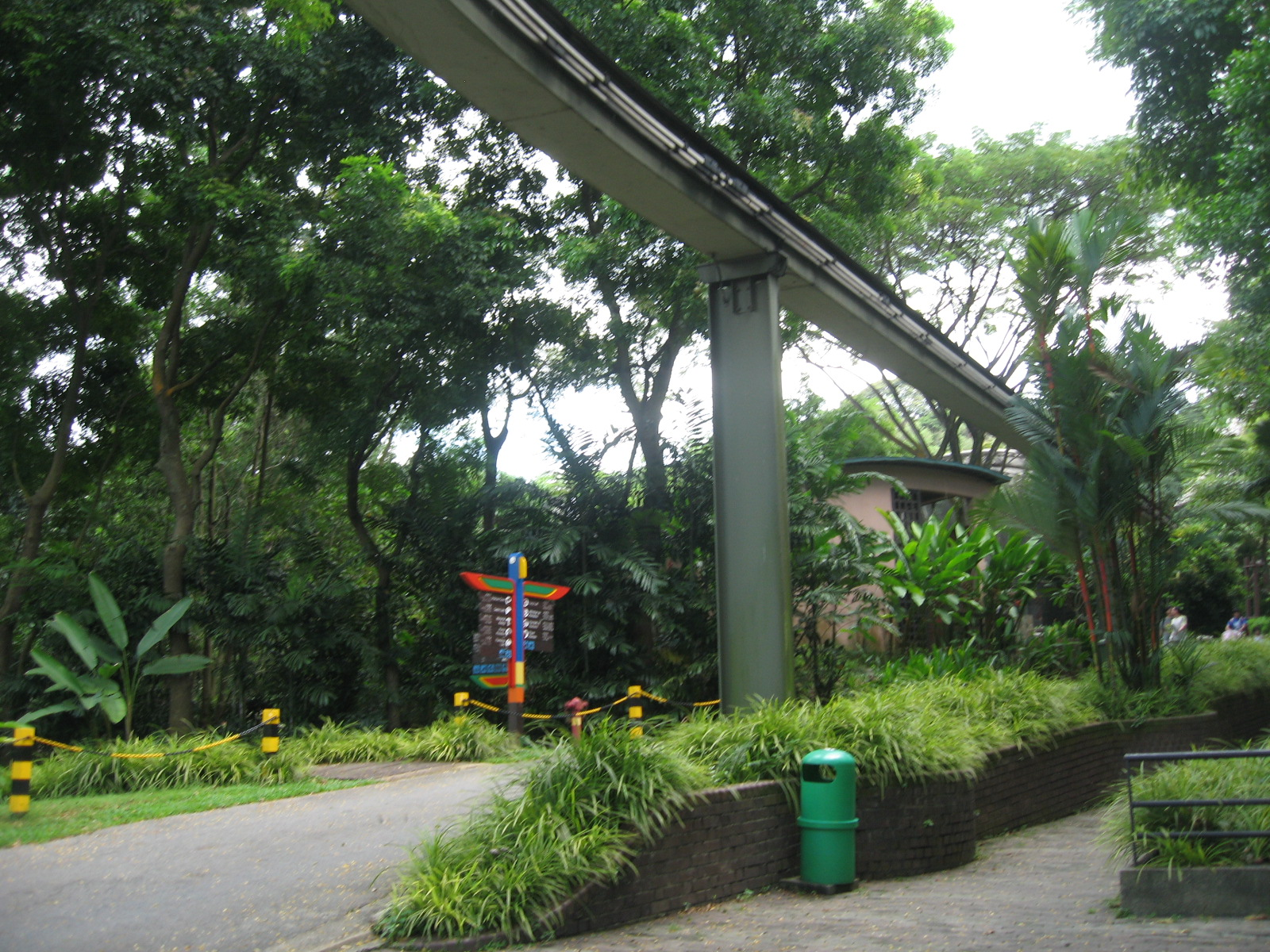
Schienenkonstruktion
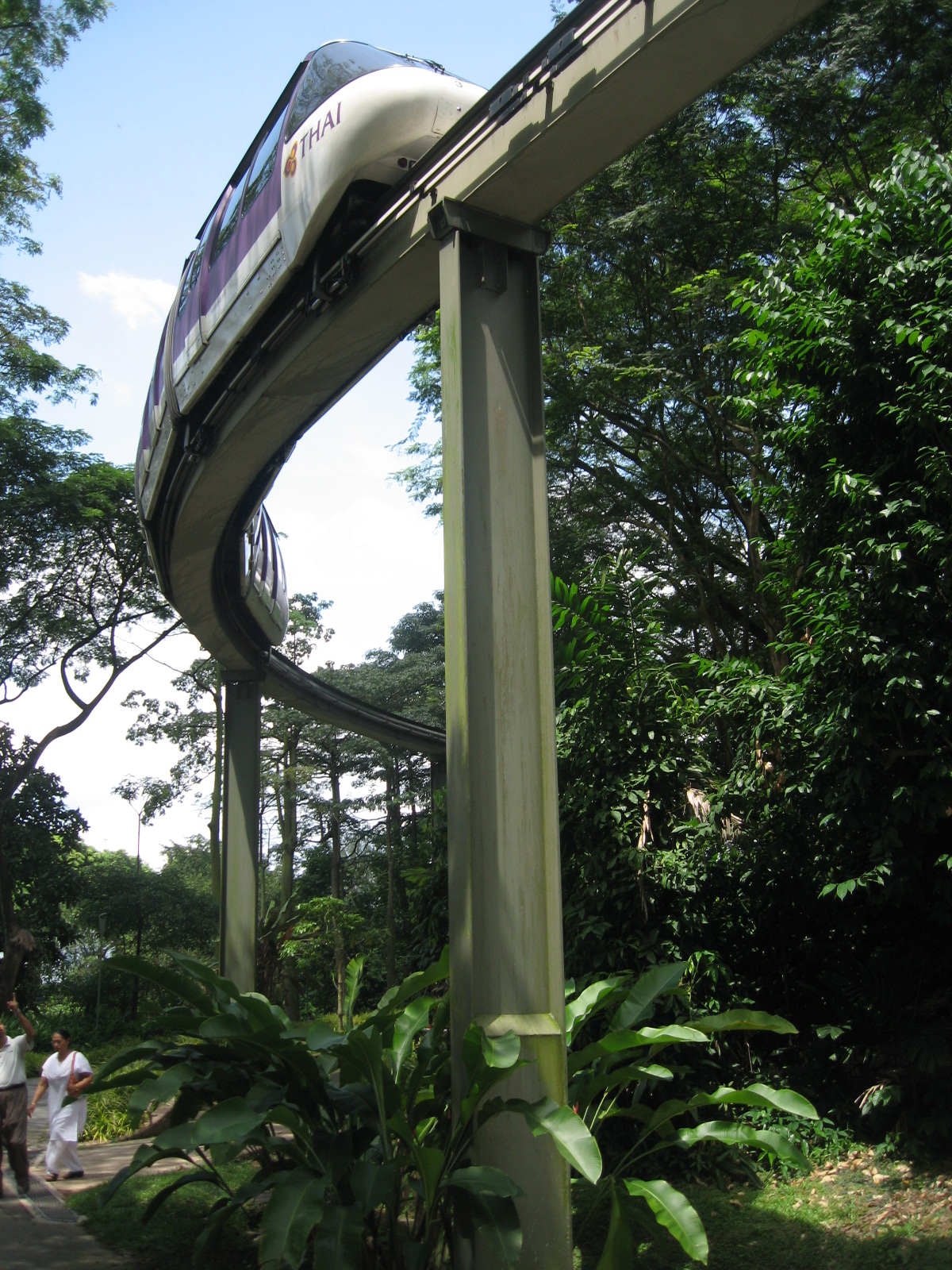
Hohe Stützen